# Hôtel Carnavalet

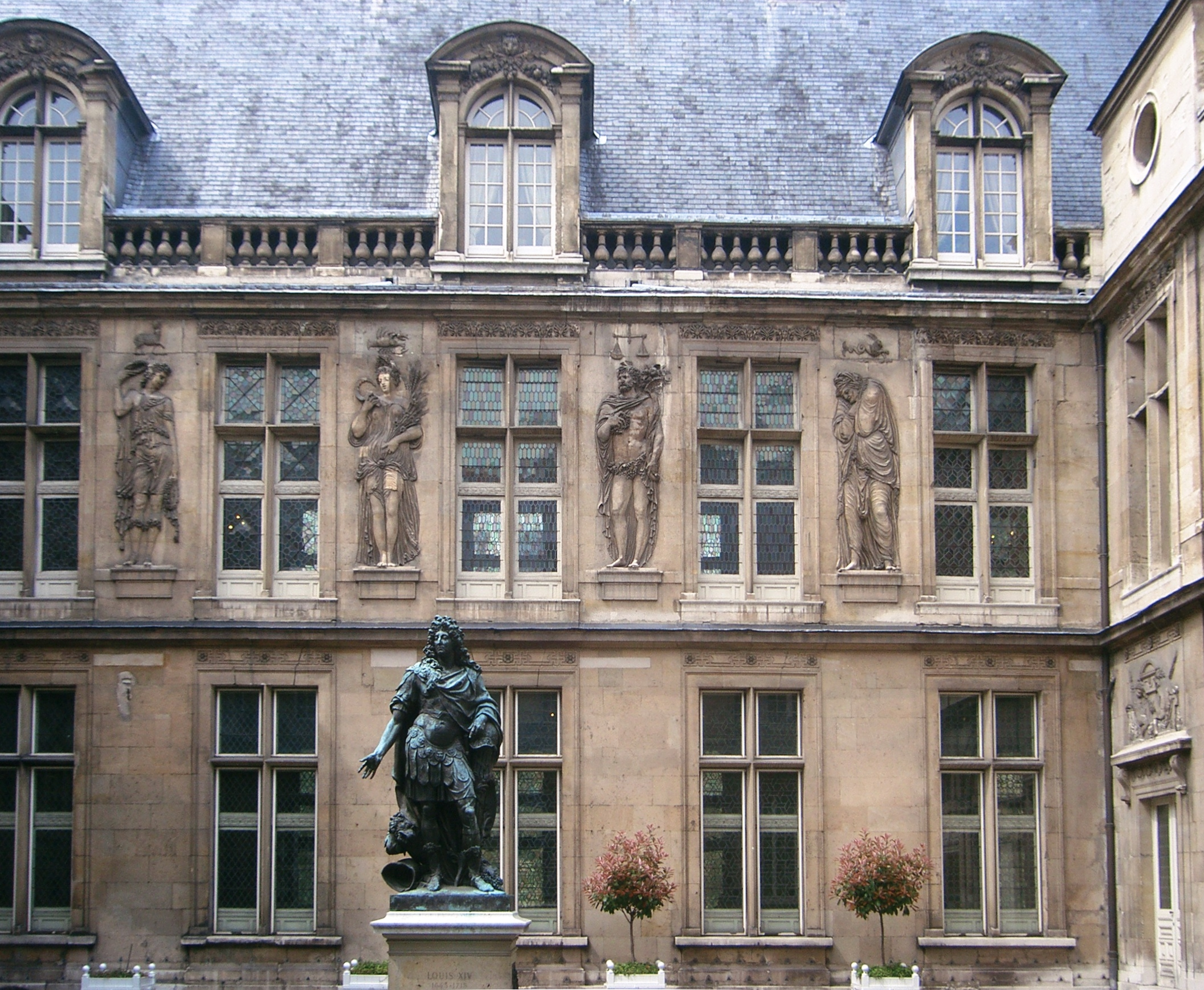
Nádvoří paláce se sochou Ludvíka XIV.

Hôtel Carnavalet je městský palác v Paříži v historické čtvrti Marais ve 3. obvodu. Od roku 1866 v něm sídlí Musée Carnavalet, které je zaměřeno na dějiny města Paříže. Palác je od roku 1846 chráněn jako historická památka.

## Historie
V roce 1545 zakoupil pozemek Jacques de Ligneris, prezident Pařížského parlamentu a pozdější vyslanec krále Františka I. na Tridentském koncilu. V roce 1548 byla zahájena renesanční stavba, jejímž architektem byl Pierre Lescot. Inspirací byl zámek v Écouenu a tak vznikla stavba se čtyřúhelníkovitým půdorysem s odděleným vnitřním nádvořím a zahradou. Palác se stal poté příkladem i pro jiné podobné stavby v Paříži. Fasádu zdobí basreliéf s námětem čtyř ročních období sochaře Jeana Goujona.
V roce 1578 koupila palác Françoise de La Baume-Montrevel de Kernevenoy, zvaná madame Carnavalet, po které nese palác své jméno. Roku 1605 madame de Carnavalet palác prodala Florentovi d'Argouges. V roce 1654 koupil stavbu Claude Boyslesvre, intendant Nicolase Fouqueta. Ten pověřil architekta Françoise Mansarta úpravami a v letech 1660–1661 byl původní renesanční palác přestavěn a rozšířen. V levém křídle vybudoval nové schodiště, upravil vstupní část do paláce, pravé křídlo bylo vyzdobeno alegoriemi sochaře Gérarda Van Opstala.
V letech 1667–1696 v paláci sídlila madame de Sévigné, která nechala provést úpravy architektem Libéralem Bruandem. Po ní koupil palác Brunet de Rancy, královský sekretář, který zde bydlel do roku 1777 a nechal vyzdobit interiéry a poté připadl palác rodině Dupré de Saint-Maur.
Během Francouzské revoluce byl palác zabaven. V letech 1815–1829 zde sídlila École des ponts et chaussées (Škola mostů a silnic) a po ní další instituce. V roce 1866 koupilo palác na radu barona Haussmann město Paříž a zřídilo zde Muzeum dějin města Paříže, které zde sídlí dodnes. Palác v letech 1868–1870 renovovali architekti Parmentier a Lainé do podoby renesanční a úprav Mansarda. V letech 1871–1890 byl palác rozšířen pro historické sbírky města Paříže. Architekti Félix Roguet a Jean-Antoine Bouvard zakomponovali do budovy architektonické prvky z některých zaniklých historických budov v Paříži:
- oblouk z ulice Rue de Nazareth na ostrově Cité z let 1552–1556
- fasáda kanceláře společenstva obchodníků s látkami z Les Halles ze 17. století
- výstupek paláce Desmarets z počátku 18. století